# Pomniejsze bóstwa
Pomniejsze bóstwa (ang. Small Gods) – humorystyczna powieść fantasy Terry’ego Pratchetta, wydana w 1992 r. (tłumaczenie wydania polskiego: Piotr W. Cholewa). Jest to trzynasta część długiego cyklu Świat Dysku.
Młody i nie całkiem bystry nowicjusz Brutha podczas codziennych obowiązków, do jakich należy głównie okopywanie melonów, staje w obliczu swego boga Oma... w postaci malutkiego jednookiego żółwia. Om nie jest w stanie przybrać innej formy, gdyż źródłem jego mocy jest wiara ludzi, a pozostał mu jedynie jeden, ale za to szczery, sługa. Od tej pory Brutha zostaje wciągnięty w machinę polityki, religii i wiedzy – a na jego drodze stanie Kwizycja ze straszliwym ekskwizytorem Vorbisem, filozofowie Efebu, a także św. Ungulant, pustynny pustelnik, przyjaciel wszystkich pomniejszych bóstw...